# Lee Tamahori
Lee Tamahori (Wellington, 17 juni 1950) is een Nieuw-Zeelands filmregisseur.
Tamahori is van Maorische afkomst via zijn vader en van Britse afkomst via zijn moeder. Nadat hij fotograaf was en assistent-regisseur bij meerdere reclames was kwam zijn doorbraak als filmmaker met de door hem geregisseerde film Once Were Warriors, uitgebracht in 1994. De film vertelt het verhaal van een Maori familie, de Hekes, en hun problemen rondom armoede, alcoholisme en huiselijk geweld, met name veroorzaakt door de vader, Jake Heke. Once Were Warriors werd zeer goed ontvangen door critici en was met name in Nieuw-Zeeland een groot succes. Tamahori zette zijn carrière als filmregisseur verder in Hollywood, waar hij in 1996 de slecht ontvangen film Mulholland Falls uitbracht. In 1997 kwam zijn film The Edge uit, en in 2002 Die Another Day, de 20ste James Bondfilm. Met name die laatste film was financieel gezien een enorm succes, maar er was veel commentaar van fans, met name door de matige CGI-effecten.
Naast het regisseren van films regisseerde Tamahori ook meerdere televisie-afleveringen, waaronder een aflevering uit het tweede seizoen van The Sopranos.
Tamahori's film uit 2007 was Next, met Jessica Biel, Julianne Moore en Nicolas Cage. Het is een sciencefiction/actiefilm, losje gebaseerd op het korte verhaal The Golden Man van Philip K. Dick.

## Filmografie
- 1994: Once Were Warriors
- 1996: Mulholland Falls
- 1997: The Edge
- 2001: Along Came a Spider
- 2002: Die Another Day
- 2005: xXx: State of the Union
- 2007: Next
- 2011: The Devil's Double
- 2015: Mahana
- 2017: Emperor